# 미국국립과학원
미국국립과학원(NAS, National Academy of Sciences)은 1863년에 설립된 미국의 비영리 비정부 조직으로, 국립 학술원으로서 조직의 신입 회원은 독창적인 연구에서 탁월하고 지속적인 업적을 바탕으로 현재 회원에 의해 매년 선출된다. 국제과학협의회(ISC)의 135개 회원 조직 중 하나로, 주 및 지역 과학 아카데미와 공식적인 관계는 없지만 종종 비공식적인 대화가 있다. 미국 정부 기관은 과학원 활동의 약 85%를 자금으로 지원한다. 추가 자금은 주 정부, 민간 재단 및 산업 조직에서 제공된다.

## 같이 보기
- 미국 예술 과학 아카데미
- 미국 국립과학재단
- 전미과학공학의학한림원